# Campeonato Chileno de Futebol de 1978
O Campeonato Chileno de Futebol de 1978 (oficialmente Campeonato Nacional de Fútbol Profesional de la Primera División de Chile) foi a 46ª edição do campeonato do futebol do Chile. Os clubes jogam todos contra todos. Os dois últimos colocados são rebaixados diretamente para a Campeonato Chileno de Futebol - Segunda Divisão, enquanto os dois antepenúltimos jogam uma ligilla de rebaixamento com o 3º e 4º lugares da Primera B, onde os dois primeiros ascendem e os outros dois são rebaixados. O campeão e o ganhador da ligilla entre 2º ao 5º lugar se classificam para a Copa Libertadores da América de 1979.

## Participantes
| Equipe                                        | Cidade        | Região                           | No ano anterior                                                     | Estádio                                       | Capacidade | Títulos                                     | Participações |
| --------------------------------------------- | ------------- | -------------------------------- | ------------------------------------------------------------------- | --------------------------------------------- | ---------- | ------------------------------------------- | ------------- |
| Club Social y Deportivo Colo-Colo             | Ñuñoa         | Região Metropolitana de Santiago | Quarto Lugar                                                        | Estádio Nacional de Chile                     | 55.100     | 11 (Último em 1972)                         | 46            |
| Club Universidad de Chile                     | Santiago      | Região Metropolitana de Santiago | Quinto Lugar                                                        | Estádio Nacional de Chile                     | 55.100     | 7 (1940, 1959, 1962,1964, 1965, 1967, 1969) | 41            |
| Unión Española                                | Independencia | Região Metropolitana de Santiago | Campeão                                                             | Estádio Santa Laura                           | 22.375     | 5 (1943, 1951, 1973, 1975, 1978)            | 45            |
| Green Cross-Temuco                            | Temuco        | Região de Araucanía              | Décimo Segundo Lugar                                                | Estádio Municipal Germán Becker               | 20.930     | 0 (não possui)                              | 14            |
| Club Deportivo Huachipato                     | Talcahuano    | Região de Bío-Bío                | Décimo Primeiro Lugar                                               | Estádio Las Higueras                          | -----      | 1 (1974)                                    | 12            |
| Club Social y de Deportes Concepción          | Concepción    | Região de Bío-Bío                | Sétimo Lugar                                                        | Estádio Municipal de Concepción               | 35.000     | 0 (não possui)                              | 11            |
| Club de Deportes Lota Schwager                | Coronel       | Região de Bío-Bío                | Sexto Lugar                                                         | Estádio Municipal Federico Schwager           | 18.500     | 0 (não possui)                              | 9             |
| Club Deportivo Palestino                      | La Cisterna   | Região Metropolitana de Santiago | Terceiro Lugar                                                      | Estádio Santa Laura                           | 22.375     | 1 (1955)                                    | 24            |
| Club de Deportes Aviación                     | El Bosque     | Região Metropolitana de Santiago | Oitavo Lugar                                                        | Estádio Reinaldo Martín Müller                | 22.375     | 0 (não possui)                              | 5             |
| Corporación Deportiva Everton de Viña del Mar | Viña del Mar  | Província de Valparaíso          | Vice Campeão                                                        | Estádio Sausalito                             | 25.000     | 3 (1950, 1952, 1976)                        | 33            |
| Corporación Club de Deportes Santiago Morning | Independencia | Região Metropolitana de Santiago | Décimo Sétimo Lugar                                                 | Estádio Santa Laura                           | 22.375     | 1 (1942)                                    | 35            |
| Club Deportivo Universidad Católica           | Las Condes    | Região Metropolitana de Santiago | Décimo Quarto Lugar                                                 | Estádio Independência                         | 13.500     | 4 (1949, 1954, 1961, 1966)                  | 37            |
| Audax Club Sportivo Italiano                  | La Florida    | Região Metropolitana de Santiago | Nono Lugar                                                          | Estádio Santa Laura                           | 22.375     | 4 (1936, 1946, 1948, 1957)                  | 41            |
| Club Deportivo Ñublense                       | Chillán       | Região de Bío-Bío                | Décimo Terceiro Lugar                                               | Estádio Bicentenário Municipal Nelson Oyarzún | 12.000     | 0 (não possui)                              | 2             |
| O'Higgins Fútbol Club                         | Rancagua      | Região de O'Higgins              | Décimo Lugar                                                        | Estádio El Teniente                           | 14.550     | 0 (não possui)                              | 22            |
| Club Social de Deportes Rangers               | Talca         | Região de Maule                  | Acesso pelo Campeonato Chileno de Futebol de 1977 - Segunda Divisão | Estádio Fiscal de Talca                       | 8.324      | 0 (não possui)                              | 26            |
| Club de Deportes Coquimbo Unido               | Coquimbo      | Região de Coquimbo               | Acesso pelo Campeonato Chileno de Futebol de 1977 - Segunda Divisão | Estádio La Pampilla                           | ---        | 0 (não possui)                              | 5             |
| Club de Deportes Cobreloa                     | Calama        | Região de Antofagasta            | Acesso pelo Campeonato Chileno de Futebol de 1977 - Segunda Divisão | Estádio Municipal de Calama                   | 12.000     | 0 (não possui)                              | 1             |

## Campeão
| Campeão Chileno 1978                                       |
| ---------------------------------------------------------- |
| Club Deportivo Palestino (La Cisterna) (2º título) Campeão |